# Borazjan
Borazjan (persiska: برازجان) är en stad i sydvästra Iran. Den är den näst största staden i provinsen Bushehr och har cirka 110 000 invånare.